# Popovický dub
Popovický dub je živoucí torzo dubu, který je považovaný za nejstarší památný strom v královéhradeckém okresu. Roste u Popovického mlýna (dům č. 29).

## Základní údaje

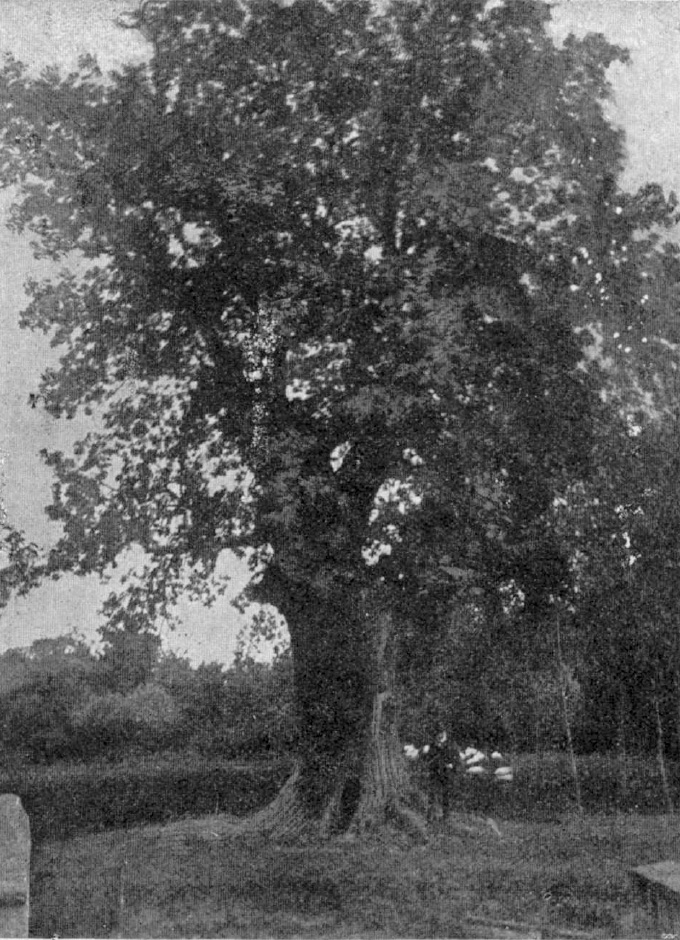
Popovický dub
kolem roku 1910

- název: Popovický dub
- výška: 18 m (1907)[3], 18 m (1983)[1], 16,5 m (1997)[4]
- obvod: 640 cm (1907, 130 cm)[3], 780 cm (1983)[1], 823 cm (1997)[4]
- věk: >600 let[5][6], 900 let[7]
- zdravotní stav: 4 (1983, 1997)[4]
- sanace: ano
- souřadnice: 50°15′20.51″N 15°40′51.28″E

## Stav stromu a údržba
Strom byl dutý již v 19. století, údajně se do něj vešlo 7 osob. Začátkem dvacátého století se kmen ve výši 4 metrů dělil na 4 kosterní větve, z nichž jedna již byla zlomená. Korunu stromu výrazněji poškodila vichřice roku 1938 (zaniklo i čapí hnízdo). Postupem času se odlamovaly další větve. Poslední kosterní větev byla uchycena ke zmlazujícímu pahýlu větve na opačné straně kmene, ale i ten vzal časem za své. Nyní je poslední větev ukotvena nezávisle na kmeni.

## Historie a pověsti
Dub na místě stál dříve, než mlýn, který byl vystavěný roku 1804. V létě 1866 za prusko-rakouské války byla v dutém kmeni umístěna polní kuchyně, aby koruna rozptylovala kouř. Po prohrané bitvě se prý skupina vojáků schovávala v dutém kmeni před Prusy. Válečné události nepřipomíná jen starý dub, ale i pomník obětem umístěný na návsi – u křižovatky.

## Další zajímavosti
Popovickému dubu byl věnován prostor v televizním seriálu Paměť stromů, konkrétně v dílu č. 4, Stromy žijí s lidmi.

## Památné a významné stromy v okolí
- Třesovické duby (2 stromy, u jednoho zrušena ochrana z důvodu neodborného prořezu, 1,5 km SB)
- Nechanický dub (5 km JZ)
- Nechanická borovice (zanikla při vichřici roku 2007, 5 km JZ)
- Střezetický dub (4 km V)